# Łopatki Polskie
Łopatki Polskie (w okresie międzywojennym: Łopatki) – wieś w Polsce położona w województwie kujawsko-pomorskim, w powiecie wąbrzeskim, w gminie Książki. W Łopatkach Polskich znajduje się cmentarz niemieckich żołnierzy. W Łopateckim Lesie znajduje się pomnik pomordowanych w czasie II wojny światowej. Obok lasu znajduje się jezioro.
W latach 1975–1998 miejscowość administracyjnie należała do województwa toruńskiego. Według Narodowego Spisu Powszechnego (III 2011 r.) liczyła 62 mieszkańców. Jest najmniejszą miejscowością gminy Książki.